# Bank of the West Classic 2012
Il Bank of the West Classic 2012 è stato un torneo di tennis giocato sul cemento. È stata la 42ª edizione del Bank of the West Classic, che fa parte della categoria Premier nell'ambito del WTA Tour 2012. Si  è giocato al Taube Tennis Center di Stanford in California dal 9 al 15 luglio 2012. È stato il 1° evento femminile delle US Open Series 2012.

## Partecipanti

### Teste di serie
| Giocatrice         | Nazionalità   | Ranking* | Testa di serie |
| ------------------ | ------------- | -------- | -------------- |
| Serena Williams    | Stati Uniti   | 4        | 1              |
| Marion Bartoli     | Francia       | 9        | 2              |
| Dominika Cibulková | Slovacchia    | 13       | 3              |
| Jelena Janković    | Serbia        | 21       | 4              |
| Yanina Wickmayer   | Belgio        | 36       | 5              |
| Chanelle Scheepers | Sudafrica     | 43       | 6              |
| Petra Martić       | Croazia       | 45       | 7              |
| Marina Eraković    | Nuova Zelanda | 49       | 8              |
| Sorana Cîrstea     | Romania       | 52       | 9              |

- Ranking al 25 giugno 2012.

### Altre partecipanti
Giocatrici che hanno ricevuto una wild card:
- Mallory Burdette
- Nicole Gibbs
- Michelle Larcher de Brito

Giocatrici passate dalle qualificazioni:

- Jana Juričová
- Noppawan Lertcheewakarn
- Grace Min
- Erika Sema

## Campionesse

### Singolare
Serena Williams ha battuto in finale  Coco Vandeweghe con il punteggio di 7–5, 6–3.
- Per Serena Williams è 43º titolo ed il 4° della stagione.

### Doppio
Marina Eraković/ Heather Watson hanno battuto in finale  Jarmila Gajdošová /  Vania King con il punteggio di 7–5, 7–6(7).